# Дощ кохання
Дощ кохання (ханг.: 사랑비) — південнокорейський романтичний серіал, створений у 2012 році відомим режисером Юн Сок Хо. У головних ролях — Чан Гин Сок та Ім Юн А.
За жанром — романтика, мелодрама. Складається з 20 серій.

## Сюжет
Талановитий студент факультету мистецтв Со Ін Ха (Чан Гин Сок) і скромна Кім Юн Хі (ЮнА) познайомилися в коледжі в один із дощових днів 1970 року. Хлопець і дівчина закохуються один в одного, але на заваді їхнім стосункам стають різні життєві обставини.
Багато років потому, у 2012 році самовпевнений фотограф Со Чжун зустрічає веселу й енергійну Ха Ну. Хлопець із дівчиною закохуються один в одного і, здається, що на них чекає щастя. Але на їхньому шляху постає таємниця батьків.

## Головні герої
- Чан Гин Сок — у ролі Со Ин Ха (у 1970-х) / Со Чжун (у 2012).
- Ім Юн А — у ролі Кім Юн Хї (у 1970-х) / Чон Ха На (у 2012)[1].
- Пак Се Йон — у ролі Лі Мі Хо.
- Хван Бо Ра (Hwang Bo Ra)
- Чон Чжін Йон (Jung Jin Young)
- Лі Мі Сук[en] — у ролі Кім Юн Хї (у 2012).
- Со Ін Гук — у ролі Кім Чхан Мо (у 1970-х) / Кім Чон Соль (у 2012)[2].
- Кім Сі Ху[en] — у ролі Лі Дон Ука (у 1970-х) / Лі Сон Хо (у 2012).
- Кім Йон Кван[en] — у ролі Хан Те Сона (у 2012).

## Нагороди
| Рік  | Нагорода                     | Категорія          | Отримувач | Результат | Примітки |
| ---- | ---------------------------- | ------------------ | --------- | --------- | -------- |
| 2012 | 5-та Премія Корейської драми | Кращий новий актор | Со Ін Гук | Перемога  | [ 3 ]    |
| 2012 | 26-та Премія KBS драма       | Нагорода Netizen   | Ім Юн А   | Перемога  | [ 4 ]    |